# Jean-Louis Jaubert
Pour les articles homonymes, voir Jaubert.
Ne pas confondre avec Jean-Louis Aubert.
Jean-Louis Jaubert, né Louis-Lazare Jacob le 29 août 1920 à Mulhouse et mort le 2 juin 2013 à Paris 15e, est un musicien français, membre-leader des Compagnons de la chanson. Il a été compagnon de longue date d'Édith Piaf, prévoyant de se marier avec elle au milieu des années 1940.

## Biographie
Fils d’Hippolyte Jacob de Benfeld et de Suzanne Schwab, native de Wintzenheim. À l’arrivée des Allemands, il doit quitter le 5 route de Rouffach à Colmar, où son père exerce la profession d’expert-comptable. Après un court refuge à Massiac, dans le Cantal, Jean-Louis Jaubert rejoint le groupement de Jeunesse et Montagne à Entremont, en Haute-Savoie, les chantiers de jeunesse étant obligatoires. C’est au sein de ce mouvement de jeunesse qu’il monte une équipe de chanteurs attirés par le chant choral et en mesure d’interpréter du folklore français. Une idée qui fait son chemin et qui le conduit - lui, l’admirateur de Ray Ventura - à rejoindre en septembre 1941 les Compagnons de France, pour y promouvoir la chanson animée, avant d’intégrer, à sa démobilisation quelques semaines plus tard, les Compagnons de la Musique, une structure créée par Louis Liébard à Lyon dans le quartier du Point du Jour. Il change son nom en 1943 pour échapper à l'occupant nazi.
En 1944, à l’occasion de l’un des premiers récitals parisiens des Compagnons de la Musique, à la Comédie-Française, il rencontre avec ses amis Édith Piaf, vedette de la soirée. Il ne sait pas encore qu’ils deviendront par la suite très proches et qu’ils vivront quelque temps ensemble. C’est ce soir-là qu’elle s’enthousiasme pour les qualités vocales des Compagnons de la Musique et qu’elle leur propose de les prendre en main et de moderniser leur répertoire.
À la Libération, il s’engage sous les drapeaux avec ses amis en suivant, en tant que chorale du théâtre aux Armées, les troupes de la première armée du Général de Lattre de Tassigny qui se bat encore dans le Nord de la France. Au printemps 1946, les Compagnons de la Musique, véritable pépinière de talents, prennent leur forme définitive après s’être séparés de Louis Liébard. Avant l'arrivée d’un neuvième membre, il en reste huit soucieux d’exploiter plus à fond la piste parisienne qui semble leur promettre plus de réussite que leur expérience lyonnaise du Point du Jour. Fred Mella en est le soliste, aux côtés de Guy Bourguignon, Marc Herrand, Jean Albert, Jo Frachon, Gérard Sabbat et Hubert Lancelot et du neuvième, Paul Buissonneau.
Nommé en février 1946 PDG de la toute nouvelle Société Coopérative de Production Ouvrière Les Compagnons de la chanson, et après avoir décidé avec ses amis de voler de leurs propres ailes, Jean-Louis Jaubert devient l'un des rouages essentiels des Compagnons. Par son calme et son attitude posée face aux difficultés de toute sorte, par son humour, son charisme et son flegme, ce séducteur-né, dont les conquêtes ne se comptent plus, est bien perçu. C’est donc fort logiquement qu’il occupe un véritable rôle d’attaché de relations et qu’il est l’un des gestionnaires les plus avisés du groupe. Il en est également l’une des voix basses très appréciées. Cela, après avoir failli devenir footballeur professionnel. Plus tard, il assumera d’ailleurs quelque temps des fonctions à la Fédération française de football, après que Les Compagnons de la chanson cessent de se produire en 1985, et a été président national du comité de soutien au Racing Club de Strasbourg.
Édith Piaf décide de chanter avec eux la chanson Les Trois cloches, œuvre de l'auteur suisse Jean Villard (dit Gilles). Grâce à cette collaboration avec Édith Piaf, Jean-Louis Jaubert, qui a hérité du suivi des contrats des Compagnons, devient une vedette du jour au lendemain avec ses amis, le titre se vendant à un million d’exemplaires. Toujours avec elle, les Compagnons tournent un film, Neuf garçons, un cœur, et ils enregistrent quelques succès (Céline, Dans les prisons de Nantes, C’est pour ça (chanson du film Neuf garçons, un cœur)), avant qu'Édith Piaf ne décide de les emmener avec elle en tournée aux États-Unis, en les imposant à ses impresarios Fischer et Lewis.
Toujours vêtus de leur chemise blanche et d’un pantalon bleu, ils sont à leur retour acclamés à travers la France. Ils sont à nouveau reçus comme des stars aux États-Unis en 1948, où ils se produisent jusqu'à Hollywood. C’est aussi aux États-Unis que Jean-Louis et Édith, après avoir vécu leur courte romance, se séparent après qu’Édith a rencontré Marcel Cerdan.
Jean-Louis a eu deux filles, Perrine Jaubert, et Sophie-Julia (née en mars 1955 et décédée en 1993) de son union avec l'actrice Madeleine Robinson.
Il meurt le 2 juin 2013, à l’âge de 92 ans, dans le service de gériatrie de l’hôpital Georges-Pompidou à Paris. Il est inhumé au cimetière du Père-Lachaise.

## Sources
- Fred Mella, Mes maîtres enchanteurs, Ed. Flammarion, 2006
- Hubert Lancelot, Nous, les Compagnons de la Chanson, Ed. Aubier-Archimbaud, 1989
- Louis Petriac, biographe et éditeur